# Trimethylolpropan-triakrylát
Trimethylolpropan-triakrylát (zkráceně TMPTA) je organická sloučenina, trifunkční ester kyseliny akrylové používaný na výrobu plastů, lepidel, tmelů, inkoustů, alkydových nátěrů, elastomerů a kompaktních disků. K jeho výhodným vlastnostem patří nízká těkavost, rovněž odolnost vůči povětrnostním a chemickým působením a vodě.

## Reakce
Díky přítomnosti akrylových skupin v molekule může trimethylolpropan-triakrylát reagovat s aminy v Michaelových reakcích, čehož lze využít například při výrobě epoxidů.